# Беккер, Гарольд
Гарольд Беккер (англ. Harold Becker; род. 25 сентября 1928, Нью-Йорк, США) — американский режиссёр и продюсер.

## Биография
Беккер родился и вырос в Нью-Йорке 25 сентября 1928 года. В этом же городе он окончил одно из ведущих художественных учебных заведений — институт Пратта по специальности «Искусство». По окончании института некоторое время работал фотографом.
В 1972 году его пригласили в Англию для экранизации рассказа «Дочь старьёвщика» английского прозаика Алана Силитоу.
В своём дебютном фильме он неудачно применил художественный приём. В частности, фильм содержал значительное количество ретроспективных кадров серьёзно затрудняющих восприятие сюжета. Вместе с тем в нём прослеживалась оригинальная визуальная стилистика. Фильм не имел коммерческого успеха и был показан в США только через два года. Далее для режиссёра последовала семилетняя пауза в мире большого кино.
В 1979 году, но уже в США, вышел второй фильм Гарольда Беккера, который принес ему определённую известность.

## Фильмография
| Год  |   | Русское название         | Оригинальное название         | Роль                             |
| ---- | - | ------------------------ | ----------------------------- | -------------------------------- |
| 1972 | ф | Дочь старьёвщика         | The Ragman's Daughter         | режиссёр                         |
| 1979 | ф | Луковое поле             | The Onion Field               | режиссёр                         |
| 1980 | ф | Чёрный Мрамор            | The Black Marble              | режиссёр                         |
| 1981 | ф | Отбой                    | Taps                          | режиссёр                         |
| 1985 | ф | Поиски видения           | Vision quest                  | режиссёр                         |
| 1987 | ф | Большой город            | The Big Town                  | режиссёр (без указания в титрах) |
| 1988 | ф | Поддержка                | The Boost                     | режиссёр                         |
| 1989 | ф | Море любви               | Sea of Love                   | режиссёр                         |
| 1993 | ф | Зло                      | Malice                        | режиссёр                         |
| 1993 | ф | Телесный ущерб           | Bodily Harm                   | режиссёр                         |
| 1996 | ф | Мэрия                    | City Hall                     | режиссёр                         |
| 1998 | ф | Восход Меркурия          | Mercury Rising                | режиссёр                         |
| 1999 | ф | Соло                     | Solo                          | режиссёр                         |
| 2001 | ф | Скрытая угроза           | Domestic Disturbance          | режиссёр                         |
| 2009 | ф | Мадонна – Видеоколлекция | Madonna – The Videocollection | режиссёр                         |